# Габрє-при-Добові
Габрє-при-Добові (словен. Gabrje pri Dobovi) — поселення в общині Брежиці, Споднєпосавський регіон, Словенія. Висота над рівнем моря: 151,2 м.